# Lausanne (stacja kolejowa)
Lausanne – stacja kolejowa w Lozannie, w kantonie Vaud, w Szwajcarii. Jest największym dworcem kolejowym w kantonie i obsługuje około 650 pociągów dziennie. Została otwarta w 1856.
Jest ważnym węzłem kolejowym na liniach Simplon, Mittellandlinie, oraz Jurafusslinie.